# Бурдаев, Константин Вениаминович
Костя Грим (Константин Вениаминович Бурдаев) (6 июня 1981) — российский музыкант, солист поп-рок группы «Братья Грим». Брат-близнец Бориса Бурдаева.

## Биография

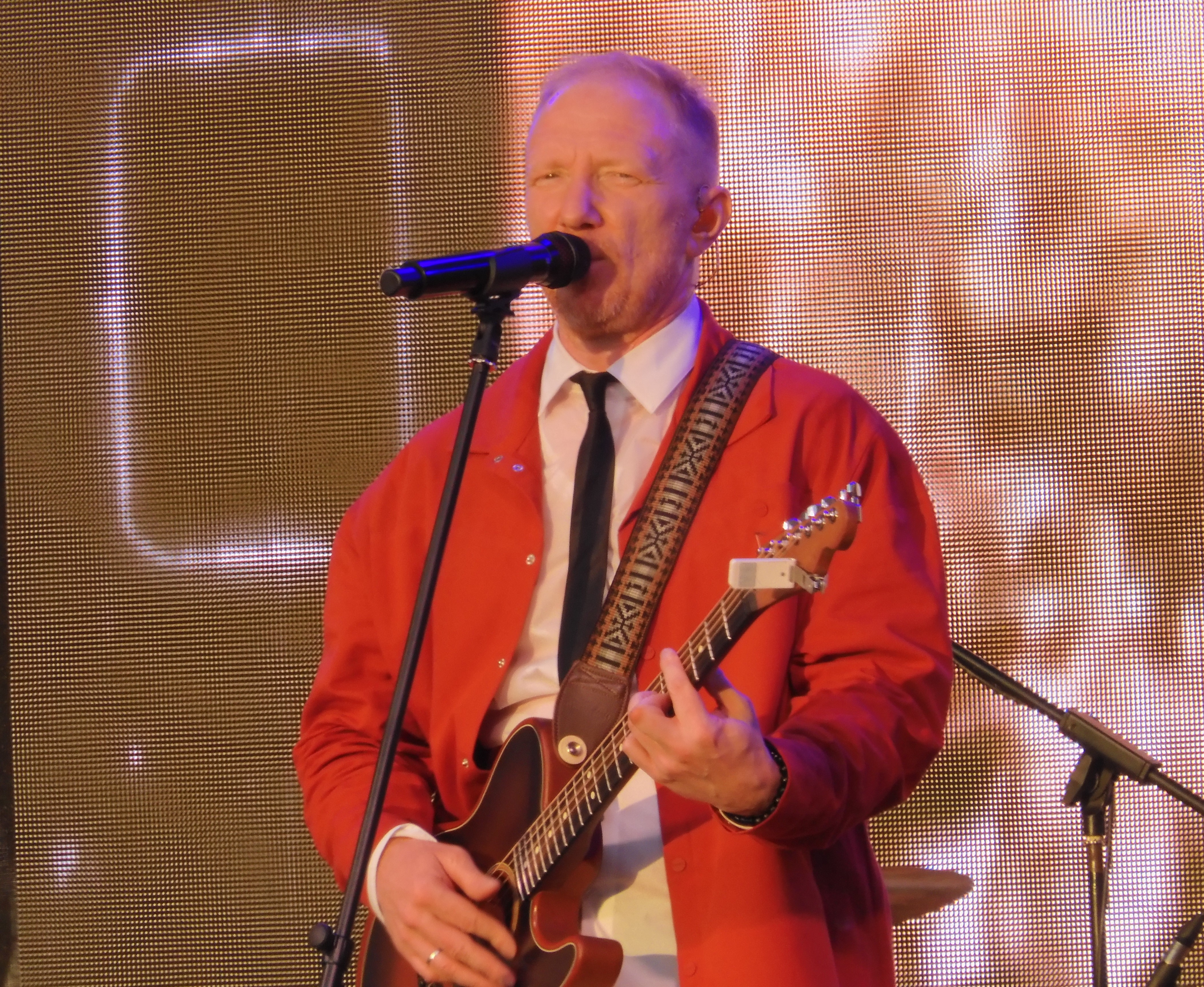
9 августа 2025 года. Йошкар-Ола, день города

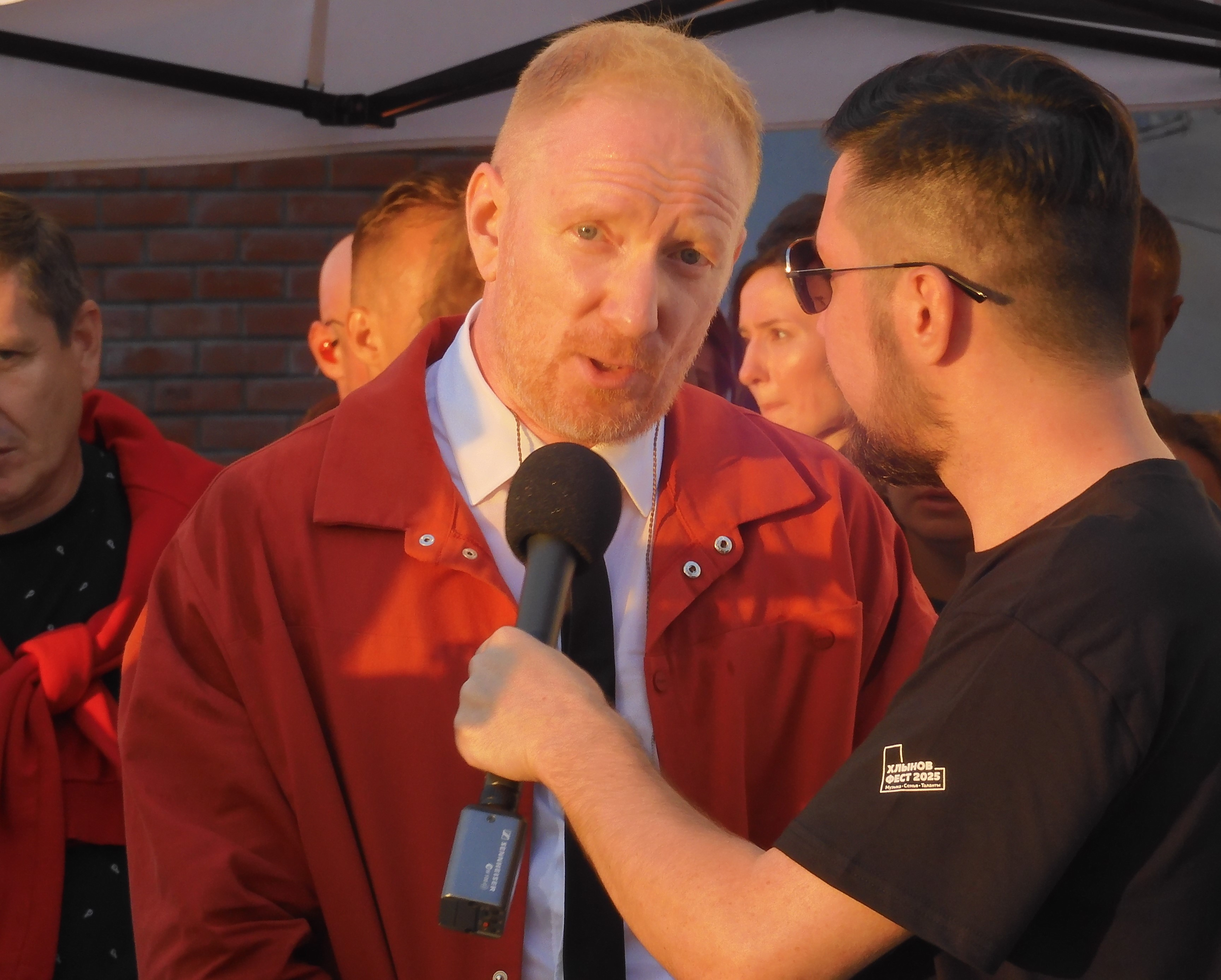
9 августа 2025 года. Йошкар-Ола, день города

Константин и его брат-близнец Борис родились 6 июня 1981 года в Самаре, Константин младше брата на 15 минут.
В 1998 году Константин вместе с братом создал первый музыкальный проект «Магелан», который позднее был переименован в «Братья Грим». Параллельно этому с 2001 по 2003 год играл в коллективе «Bossanova Band» совместно с братом Борисом и его супругой Екатериной Плетнёвой.
В 2004 году переехал в Москву, играл на бас-гитаре и пел на бэк-вокале в составе группы «Братья Грим». После подписания контракта с Леонидом Бурлаковым, группа обрела широкую популярность, песни «Ресницы» и «Кустурица» появились в эфире радиостанций и занимали высокие позиции во многих хит-парадах. Группа выступала во многих городах России и СНГ, а также за рубежом (Германия, Израиль, Великобритания, США).
6 марта 2009 ввиду разногласий между братьями группа «Братья Грим» объявила о своём распаде. Сообщение о распаде было опубликовано на сайте группы исключительно по инициативе Константина. Эту новость сам Борис узнал только из интернета. После распада группы Константин продолжил работать сольно. 8 марта, через 2 дня после расставания с братом, Костя Грим играл свой первый сольный акустический концерт на сцене одного из московских клубов.
С августа 2009 по март 2010 года Константин Бурдаев с новым составом музыкантов выступал под названием «Грим» и выпускал новые синглы.
В марте 2010 года Константин Грим объявил о возвращении к названию «Братья Грим». Борис Бурдаев не вернулся в группу, и речь идёт о новом составе группы под старым названием. Константин занял роль вокалиста вместо брата.

## Семья
- Отец — Вениамин Борисович Бурдаев — фармацевт
- Мать — Ольга Константиновна Бурдаева — фармацевт
- Брат — Борис Бурдаев — музыкант

### Личная жизнь
- Первая жена (2004—2010) — Леся «Криг» Худякова — экс-ведущая радио Самара-Максимум[6]. Скончалась в декабре 2010 года в больнице имени Склифосовского от сердечной недостаточности в возрасте 30 лет[7].
- Вторая жена (2012—2018) — Тамара Белотелова[8]
- Третья жена (с 2018 года) — Татьяна Левина[9]